# Eckeltse Bergen
De Eckeltse Bergen is een natuurgebied ten noordoosten van Nieuw Bergen, en onderdeel van Nationaal Park De Maasduinen.

## Geschiedenis
Dit gebied is 123 ha groot en is eigendom van Het Limburgs Landschap. Toen het laaggelegen hoogveengebied ten noordoosten van de duinen begin 20e eeuw werd ontgonnen, bleven de armere duingronden gespaard. Hier vond men heide en stuifzanden. Tussen 1920 en 1935 werd er veel naaldbos aangeplant, doch de Berger Heide en de randen van de Eckeltse Bergen bleven hiervan gevrijwaard. In 1972 werd de Eckeltse Bergen aangekocht door Het Limburgs Landschap, dat ook in de aangrenzende Berger Heide aanzienlijke bezittingen heeft.

## Flora en fauna
In het noordoosten van het gebied vindt men een paraboolduin, begroeid met heidvegetatie. Op stuifzandkoppen zijn een 14-tal soorten korstmossen van het geslacht Cladonia te vinden. Ook vindt men hier gladde slang, hazelworm, levendbarende hagedis en zandhagedis. Waar de heide aan het naaldbos grenst huizen boomleeuwerik, boompieper en geelgors. In het bos, dat men geleidelijk omvormt naar een natuurlijker bostype, vindt men goudhaantje, kuifmees, grote bonte specht, groene specht en gekraagde roodstaart. Daarnaast leven dassen in het bos, en wilde zwijnen uit het Reichswald komen eveneens op bezoek.
In het gebied is een wandeling uitgezet.